# Levi Bellfield
 (novembre 2020).
Si vous disposez d'ouvrages ou d'articles de référence ou si vous connaissez des sites web de qualité traitant du thème abordé ici, merci de compléter l'article en donnant les références utiles à sa vérifiabilité et en les liant à la section « Notes et références ».
Levi Bellfield (né Levi Rabetts le 17 mai 1968) est un tueur en série et un délinquant sexuel anglais. Il a été reconnu coupable le 25 février 2008 des meurtres de Marsha McDonnell et d'Amélie Delagrange et de la tentative de meurtre de Kate Sheedy, et condamné à la réclusion à perpétuité. Le 23 juin 2011, Bellfield a été reconnu coupable du meurtre de Milly Dowler. Dans les deux cas, le juge a recommandé qu'il ne soit jamais libéré de prison. Levi Bellfield est le seul tueur en série de Grande-Bretagne à avoir été condamné à deux peines à perpétuité - ce qui signifie qu'il passera le reste de sa vie en prison.

## Vie précoce et personnelle
Bellfield est né à l'hôpital West Middlesex, Isleworth, Grand Londres. Fils de Jean Rabetts et de Joseph Bellfield, il a des origines rom.
Lorsque Bellfield avait 10 ans, son père est mort, à l'âge de 52 ans, d'une leucémie. Il a deux frères et deux sœurs et a été élevé dans un lotissement de logements sociaux dans le sud-ouest de Londres. Il a fréquenté l'école primaire de Forge Lane, puis le collège communautaire de Feltham. Il a eu 11 enfants avec trois femmes différentes, dont les trois plus jeunes avec sa petite amie la plus récente, Emma Mills.
Sa première condamnation, pour cambriolage, remonte à 1981. Il a été reconnu coupable d'avoir agressé un policier en 1990. Il a également été condamné pour vol et délits de conduite. En 2002, il avait été condamné à neuf reprises et avait fait près d'un an en prison.
Dans une interview avec les médias, l'inspecteur en chef Colin Sutton de la police métropolitaine, qui a dirigé l'enquête sur le meurtre, a déclaré à propos de Bellfield : « Quand nous avons commencé à traiter avec lui, il est apparu comme très farceur, comme s'il était votre meilleur ami. Mais c'est un individu rusé, violent. Il peut passer de la gentillesse à l'agressivité en une fraction de seconde ».
Bellfield recherchait ses victimes dans des rues qu'il connaissait bien. Les policiers ont retrouvé un certain nombre d'ex-petites amies, qui ont toutes décrit un schéma de comportement similaire lorsqu'elles l'ont rencontré. « Il était adorable avec elles au début, charmeur, avant de prendre le contrôle et de devenir méchant. Elles ont toutes dit la même chose », a déclaré le sergent-détective Jo Brunt.

## Mode opératoire
Au moment des agressions, Bellfield dirigeait une entreprise de sabots de police à West Drayton, dans l'ouest de Londres, où il résidait. Selon Sutton :
« [Bellfield] a un ego énorme à nourrir, il se prend pour un don du ciel. Il se promène dans sa voiture, se sent désœuvré, puis  aperçoit une jeune fille blonde. La blonde dit « dégage » et lui se dit : « tu oses repousser Levi Bellfield, tu ne mérites pas de vivre », puis elle se prend un coup sur la tête. On le voit dans le cas de Kate Sheedy. Assez fine pour s'inquiéter de la présence de la voiture, elle traverse la route. Et lui se dit « Ah, tu te crois maligne ? » et paf, il l'écrase. »
Bellfield a été vu en train de circuler dans sa fourgonnette, ou de parler à des jeunes filles aux arrêts de bus, alors que la police le surveillait. Amélie Delagrange a été vue par des caméras de vidéosurveillance qui l'ont montrée marchant vers Twickenham Green après avoir manqué son arrêt de bus pour rentrer chez elle. Elle a été agressée peu après.

## Arrestation et inculpation
Bellfield a été arrêté à l'aube du 22 novembre 2004, soupçonné du meurtre d'Amélie Delagrange. Le 25 novembre, il a été inculpé de trois chefs de viol dans le Surrey et dans l'ouest de Londres. Le 9 décembre 2004, il a été accusé d'avoir agressé une femme à Twickenham entre 1995 et 1997 et placé en détention provisoire. Bellfield a été de nouveau arrêté et accusé du meurtre d'Amélie Delagrange le 2 mars 2006, ainsi que de la tentative de meurtre de Kate Sheedy et d'une tentative de meurtre et de blessures graves sur la personne d'Irma Dragoshi. Le 25 mai 2006, Bellfield a été accusé du meurtre de Marsha McDonnell.

## Liste des victimes connues
Amanda Jane « Milly » Dowler était une jeune fille de 13 ans qui a disparu en quittant la gare de Walton-on-Thames le 21 mars 2002 et a été retrouvée morte à Yateley Heath Woods, Yateley, six mois plus tard. En août 2009, la police de Surrey a soumis un dossier au Child Protective Services contenant des preuves de l'implication de Bellfield dans le meurtre de Dowler. Le 30 mars 2010, Bellfield a été accusé de l'enlèvement et du meurtre de Dowler, ainsi que de la tentative d'enlèvement de Rachel Cowles, alors âgée de 12 ans, le 20 mars 2002. Bellfield a refusé de témoigner à son procès et a nié toute implication dans la mort de Dowler. Un jury a déclaré Bellfield coupable du meurtre de Dowler le 23 juin 2011.
Marsha Louise McDonnell, une femme de 19 ans, a été frappée à la tête avec un instrument contondant près de son domicile à Hampton, Londres, en février 2003. La blessure a été infligée peu de temps après qu'elle est descendue du bus 111 de Kingston upon Thames à l'arrêt Percy Road. McDonnell est décédée à l'hôpital, deux jours après son admission. Bellfield a vendu sa voiture Vauxhall Corsa pour 1 500 £ six jours après le meurtre, après l'avoir achetée pour 6 000 £ cinq mois plus tôt.
Kate Sheedy, alors âgée de 18 ans, a été écrasée alors qu'elle traversait la route près d'une entrée d'une zone industrielle à Isleworth le 28 mai 2004. Elle a survécu, mais a subi de multiples blessures et a passé plusieurs semaines à l'hôpital. Près de quatre ans plus tard, elle a témoigné contre Bellfield lorsqu'il a été jugé pour sa tentative de meurtre.
Amélie Delagrange était une étudiante française de 22 ans en visite au Royaume-Uni. Elle a été retrouvée à Twickenham Green le soir du 19 août 2004 avec de graves blessures à la tête et est décédée à l'hôpital la même nuit. Dans les 24 heures, la police a établi qu'elle aurait pu être tuée par la même personne qui avait tué Marsha McDonnell 18 mois plus tôt. Bellfield aurait avoué le meurtre alors qu'il était en détention provisoire.

## Accusations d'enlèvement et de tentative de meurtre
Bellfield a également été accusé d'enlèvement et de faux emprisonnement d'Anna-Maria Rennie (alors âgée de 17 ans) à Whitton le 14 octobre 2001, après l'avoir identifié lors d'un défilé d'identité vidéo quatre ans plus tard. Il a également été accusé de la tentative de meurtre d'Irma Dragoshi (alors âgée de 39 ans) à Longford le 16 décembre 2003. Le jury n'a pas abouti à un verdict sur l'une ou l'autre de ces accusations.

## Condamnation et emprisonnement
Bellfield a été reconnu coupable des meurtres de McDonnell et Delagrange, ainsi que de la tentative de meurtre de Sheedy le 25 février 2008, plus de trois ans après la dernière des trois attaques. Le lendemain, il a été condamné à la réclusion à perpétuité avec la recommandation de ne jamais être libéré. Bellfield n'était pas au tribunal pour entendre sa condamnation, car il avait refusé de se présenter au tribunal en raison d'une « couverture médiatique injuste » après son inculpation.
Le 30 mars 2010, Bellfield a été inculpé de l'enlèvement et du meurtre de Dowler, précédant de près d'un an la première des trois autres accusations. Milly avait 13 ans lorsqu'elle a été vue vivante pour la dernière fois en rentrant de l'école à Walton-on-Thames le 21 mars 2002 ; son corps a été retrouvé dans une forêt près de Yateley, Hampshire, six mois plus tard. Bellfield a été désigné comme le principal suspect en rapport avec le meurtre au lendemain de son procès en 2008. En conséquence, l'enquête sur le décès a été ajournée. Le 6 octobre 2010, il a comparu devant le tribunal par liaison vidéo et a été officiellement inculpé d'un chef d'accusation de tentative d'enlèvement, d'enlèvement (réel), d'élimination de preuves et de meurtre.
Le deuxième procès de Bellfield a commencé à Old Bailey le 10 mai 2011 et le 23 juin 2011, le jury a déclaré Bellfield coupable. Il a de nouveau été condamné à la réclusion à perpétuité le lendemain et le juge du procès a recommandé que sa peine à perpétuité signifiât la perpétuité - tout comme le juge de son procès pour les autres crimes l'avait fait trois ans plus tôt. Le procès de Bellfield sur un autre chef d'accusation, celui de la tentative d'enlèvement d'une jeune fille de 11 ans à qui un homme dans une voiture rouge avait proposé de la déposer dans le quartier de Walton la veille de ce meurtre, a été abandonné en raison de la publication d'articles partisans sur le sujet (matériel préjudiciable), et le juge a ordonné que l'accusation demeure au dossier.
Le 27 janvier 2016, la police du Surrey a annoncé que Bellfield avait admis, pour la première fois, avoir enlevé, violé et assassiné Dowler, après avoir été interrogé pour savoir s'il avait un complice. Bellfield a ensuite démenti qu'il avait fait de tels aveux, mais la police du Surrey a maintenu sa déclaration antérieure.

### Liens vers d'autres crimes
Après ses condamnations en février 2008, Bellfield a été désigné par la police comme suspect en lien avec de nombreux meurtres et attaques non résolus contre des femmes datant de 1990 - ainsi que le meurtre de sa petite amie d'enfance, Patsy Morris, 14 ans, en 1980.
La police a été informée au début de 2015 que Bellfield, dans sa cellule de la prison HM de Wakefield, avait admis des cas de viol et de meurtre non résolus. La police métropolitaine a coordonné les enquêtes ultérieures de 10 forces de police. Le 9 novembre 2016, ils ont publié un communiqué qui disait : « Toutes les pistes d'enquête ont maintenant été épuisées et la décision a été prise de clore cette enquête car il n'y a aucune preuve permettant de lier l'individu à une affaire pour laquelle il n'a pas déjà été entendu. » Les policiers ont plus tard estimé que Bellfield avait peut-être menti au sujet d'autres meurtres afin de pouvoir infliger de la douleur aux familles.
Concernant les meurtres de Lin Russell et de sa fille Megan en 1996, BBC Cymru Wales a rapporté que Bellfield aurait avoué les meurtres à un codétenu, donnant des détails qui « ne seraient connus que du tueur ». Bellfield a nié la confession. Cependant, un programme de BBC Two en 2017, The Chillenden Murders, où une équipe d'experts indépendants a réexaminé les preuves, a soutenu l'idée que Bellfield devrait faire l'objet d'une enquête à ce sujet. L'équipe juridique de Michael Stone, reconnu coupable des crimes, soutient également que Bellfield est le véritable auteur de l'attaque.
En décembre 2017, cependant, le Sunday Times a rapporté que son ex-femme avait déclaré à l'enquête de la police métropolitaine de 2008 sur l'affaire Delagrange qu'il était avec elle le jour de son 25e anniversaire, le temps des meurtres de Russell, et avait passé tout journée à Twickenham et Windsor, à 160 km du lieu des meurtres survenus vers 16h30. Cet alibi avait été considéré crédible par les enquêteurs.

### Dans les médias populaires
L'enquête qui a conduit à l'arrestation de Bellfield a été dramatisée par ITV dans Manhunt. Cette série télévisée en trois parties, créée début 2019, a été adaptée des mémoires de Colin Sutton, qui dirigeait l'enquête à l'époque. Sutton est incarné par Martin Clunes.

### Documentaires télévisés
- « Amélie Delagrange : victime du tueur de Londres » en mai 2006 dans Secrets d'actualité sur M6, rediffusé le 3 juin 2009 dans Enquêtes criminelles : le magazine des faits divers sur W9.
- « Le sérial-killer des abribus » (deuxième reportage) dans « ... à Londres » le 25 février 2019 dans Crimes sur NRJ 12.